# Štětkoveček
Štětkoveček (Calothamnus) je rod rostlin z čeledi myrtovité. Jsou to stálezelené keře s jehlicovitými nebo kopinatými listy a květy v klasovitých květenstvích s nápadnými tyčinkami. Květy jsou opylovány zejména ptáky a včelami. Rostliny jsou přizpůsobeny oblastem s periodickými požáry vegetace. Rod zahrnuje asi 43 druhů a je rozšířen výhradně v jihozápadní Austrálii. Štětkovečky jsou podobné jinému, příbuznému a známějšímu rodu štětkovec (Callistemon). Podle nejnovějších taxonomických revizí tribu Melaleuceae je rod Calothamnus vřazen do široce pojatého rodu Melaleuca (kajeput).

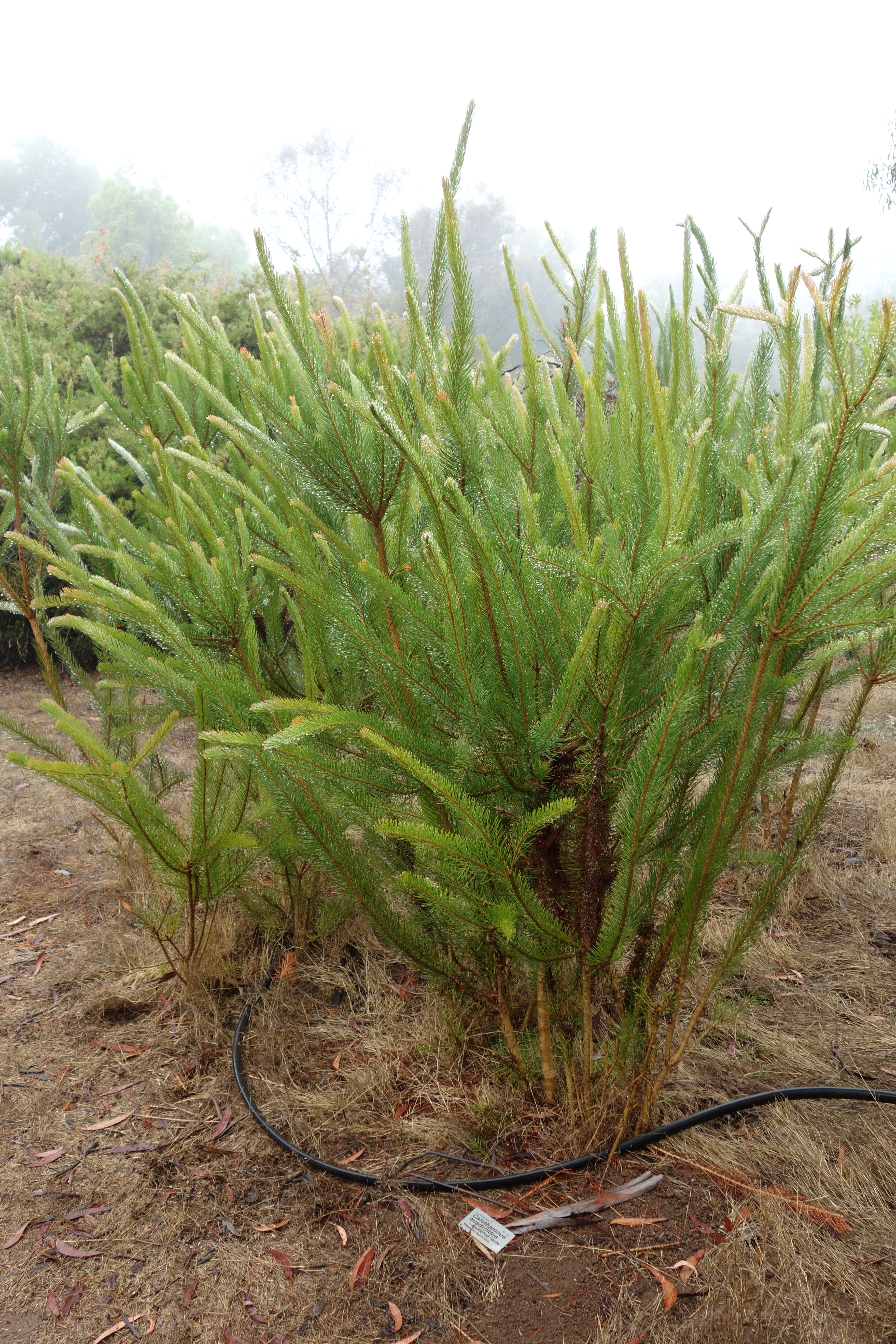
Štětkoveček Calothamnus quadrifidus

## Popis
Štětkovečky jsou stálezelené aromatické keře ( případně stromy) dorůstající výšky 0,5 až 4 metry. Listy jsou jednoduché, jehlicovité (čárkovité) nebo obkopinaté, tenké nebo kožovité, přisedlé, někdy nahloučené na koncích větví, žláznatě tečkované. Palisty chybějí.
Květy jsou drobné až středně velké, oboupohlavné, víceméně pravidelné, čtyř nebo pětičetné, přisedlé, uspořádané v chudých nebo mnohokvětých úžlabních klasech či drobných svazečcích. Klasy jsou často jednostranné. Češule je zvonkovitá nebo trubkovitá, nezřídka částečně zanořená do větévky. Kalich je složen ze 4 nebo 5 trojúhelníkovitých lístků. Koruna je růžová, oranžová, hnědá, zelená nebo žlutá, tvořená 4 nebo 5 volnými korunními lístky. Tyčinek může být různý počet (od 8 asi do 150) a jsou srostlé do 4 nebo 5 sloupkovitých skupin. Semeník je spodní, srostlý ze 3 plodolistů a obsahuje 3 komůrky s mnoha vajíčky. Plodem je pukavá tobolka obsahující větší počet drobných semen. Plody zůstávají u většiny druhů delší dobu na větévkách.

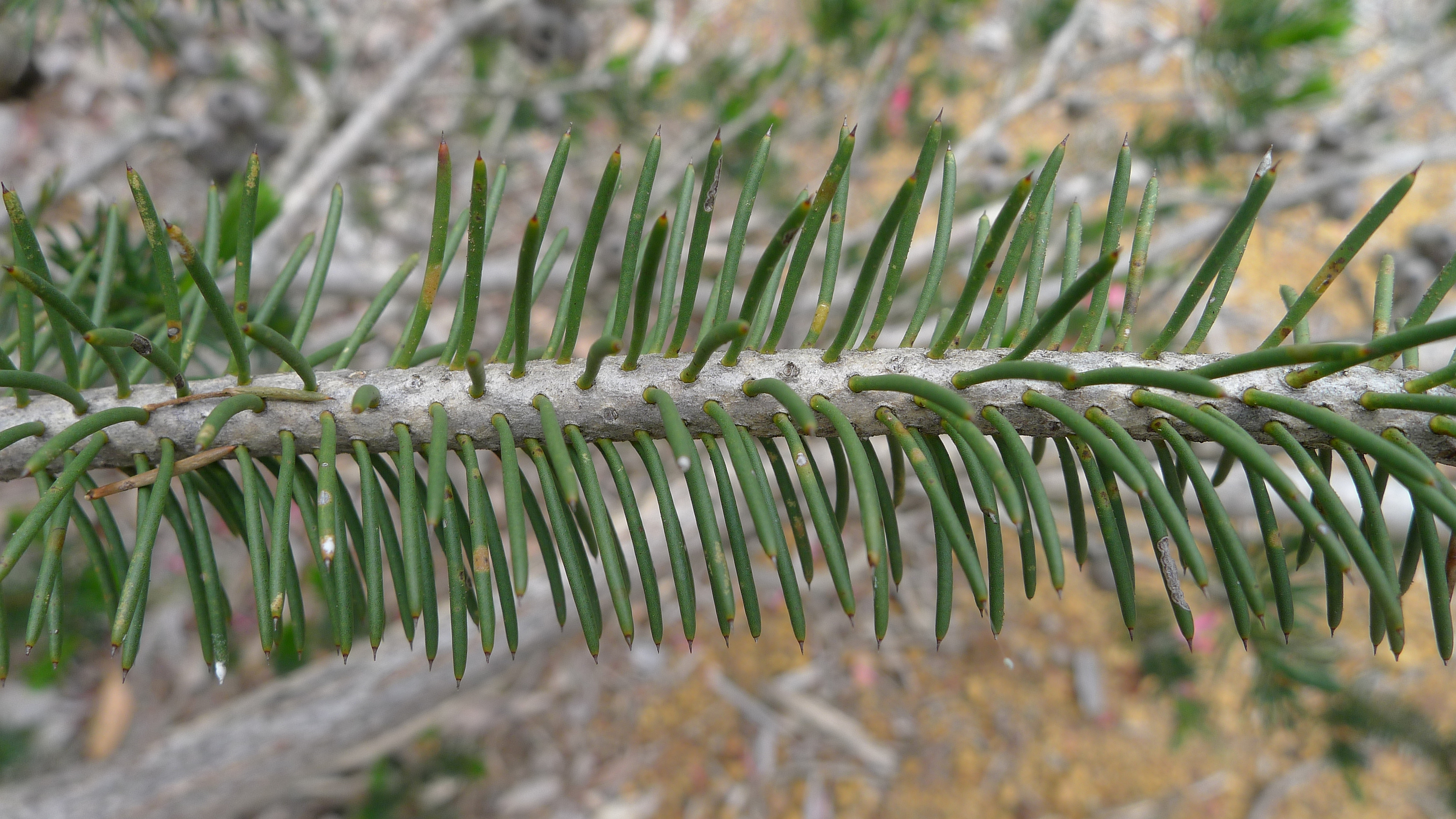
Větévka C. rupestris
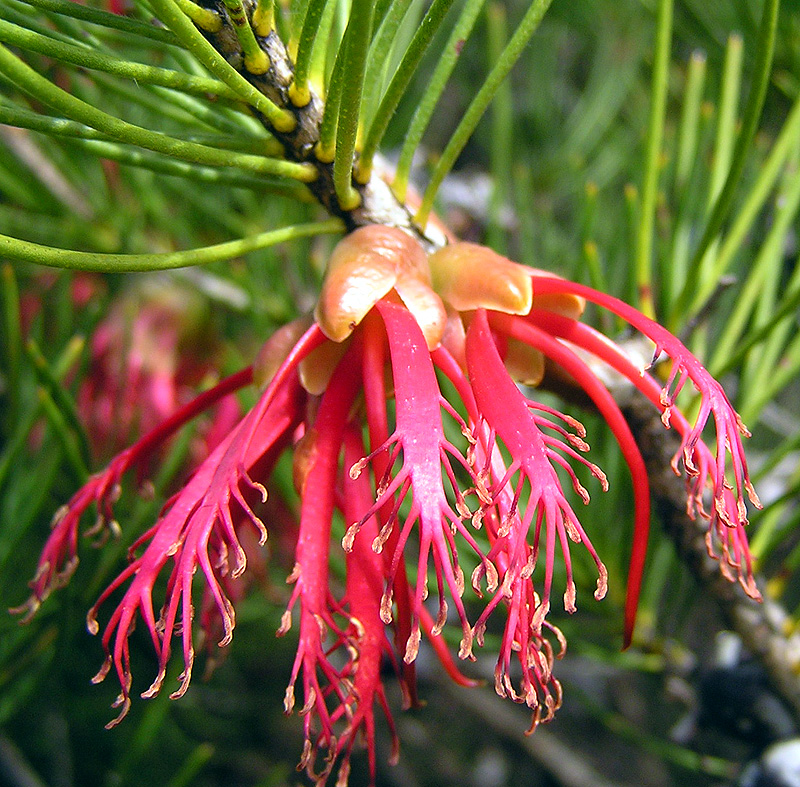
Detail květů C. rupestris
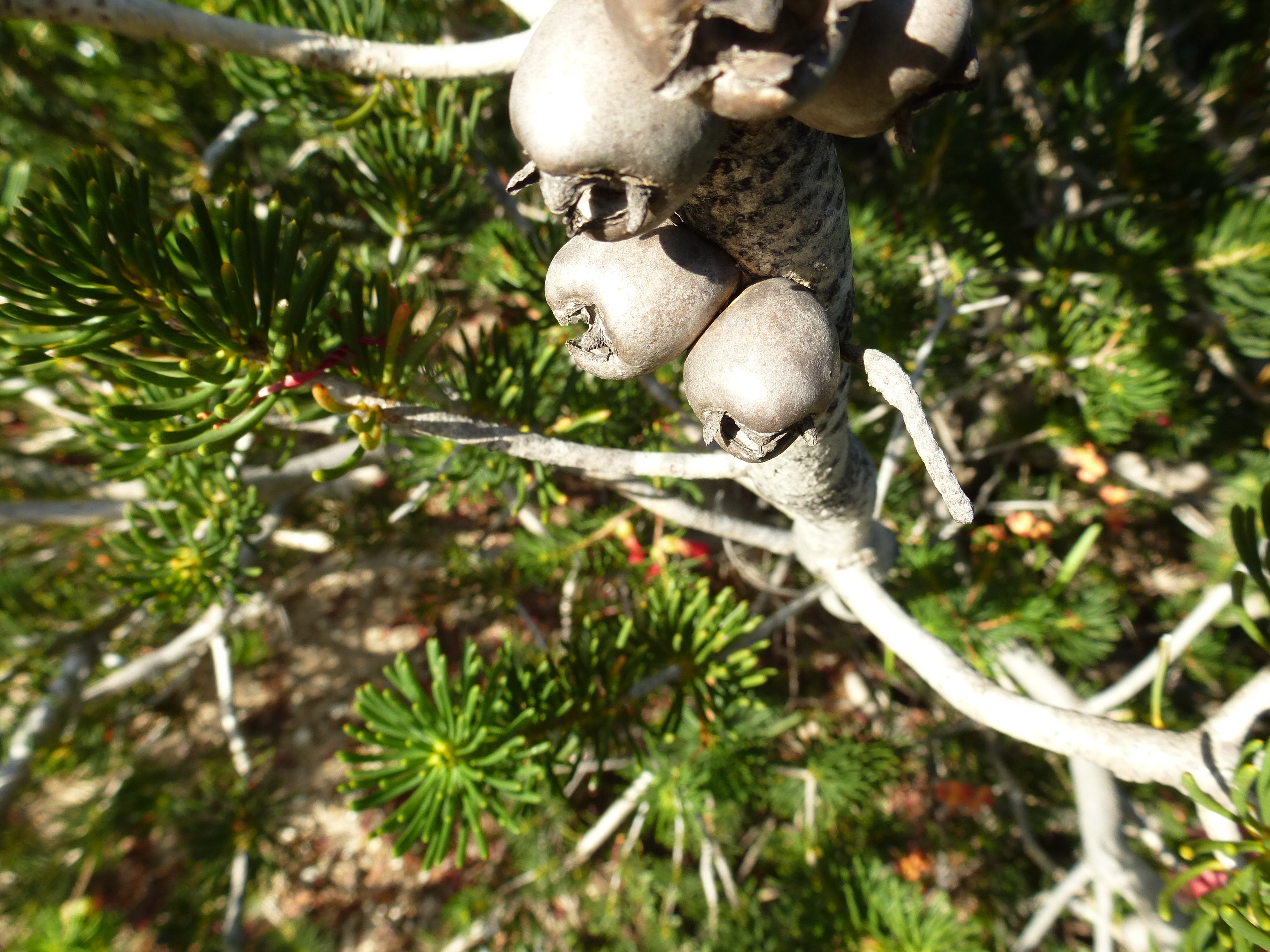
Plody C. validus

## Rozšíření
Rod štětkoveček zahrnuje asi 43 druhů. Je to endemický rod jihozápadní Austrálie a jinde se nevyskytuje.

## Ekologické interakce
Květy štětkovečků jsou opylovány zejména ptáky živícími se nektarem a různými včelami. Včela Euryglossa tubulifera má velmi dlouhý sosák a je specializována výhradně na opylování květů štětkovečku.
Semena štětkovečku vytrvávají podobně jako u štětkovce (Callistemon) mnoho let na větévkách v neotevřených tobolkách. Tvrdé tobolky chrání semena před účinky periodických požárů. Po požáru nebo po odumření větévky se tobolky otevírají a semena vypadávají na zem. Jejich klíčení napomáhá kontakt s kouřem.
Ve studii populace druhu C. rupestris po velkém přirozeném požáru bylo zjištěno, že všechny živé rostliny byly zničeny ohněm. Brzy se objevily nové semenáče, které po 7 letech vykvetly a zhruba po 14 letech se populace obnovila do původní velikosti.

## Taxonomie
Rod Calothamnus je v rámci čeledi myrtovité řazen do podčeledi Myrtoideae a tribu Melaleuceae. V některých nejnovějších revizích tohoto tribu je na základě fylogenetických výzkumů vřazen podobně jako příbuzný rod Callistemon do rodu Melaleuca. Tato koncepce nebyla dosud všeobecně přijata. Podle kladogramů je Calothamnus bazální větví tribu Melaleuceae. Rod Calothamnus není navzdory podobnému vzhledu sesterskou větví rodu Callistemon. Mezi nejblíže příbuzné skupiny náležejí druhy řazené do tradičních rodů Regelia, Petraeomyrtus, Conothamnus, Eremaea, Phymatocarpus (podle nové koncepce všechny součástí široce pojatého rodu Melaleuca) a některé druhy tradičně řazené do rodu Melaleuca.